# 瓦氏凤仙花
瓦氏凤仙花（学名：Impatiens waldheimiana），为凤仙花科凤仙花属下的一个植物种。